# مسائل الأرض
مسائل الأرض (بالإنجليزية: Land Matters)‏ هو فيلم وثائقي من إنتاج عام 2009 ومخرجه ثورستن شوتة، يفحص تأثير إصلاح الأراضي في ناميبيا على مجتمعات الفلاحين. يتضمن الفيلم مقابلات مع مزارعين وعمال زراعيين من مناطق وخلفيات مختلفة، بالإضافة إلى خبراء ونشطاء في قضية الأراضي. يستكشف الفيلم الجوانب التاريخية والسياسية والاقتصادية والاجتماعية لإصلاح الأراضي، بالإضافة إلى التحديات والفرص التي يقدمها لمستقبل ناميبيا.

## الخلفية
الفيلم تم إنتاجه من قبل شركة شوته نوماد فيلمز، بالتعاون مع الهيئة الناميبية للبث والمركز الناميبي للأفلام. تم تمويل الفيلم من قبل وزارة التعاون الاقتصادي والتنمية الألمانية ومعهد جوته. تم تصوير الفيلم في مواقع مختلفة في ناميبيا، بما في ذلك ويندهوك، أوتجيوارونغو، جروتفونتين، تسوميب، أوشاكاتي، وكيتمانشوب. يتضمن الفيلم ترجمة فورية باللغات الإنجليزية والألمانية والفرنسية، وتعليق صوتي بالأفريقانية.[بحاجة لمصدر]
تم إطلاق الفيلم في ناميبيا في سبتمبر 2009، وتم عرضه في عدة مهرجانات وفعاليات سينمائية، مثل مهرجان أفريقيا في حركة السينما في إدنبرة، ومهرجان أفريكا للأفلام في لوفين، ومهرجان أمستردام الدولي للأفلام الوثائقية، وفيورو برلينالي. حصل الفيلم على استحسان النقاد والجمهور، الذين أشادوا بنهجه المتوازن والمعقد لمسألة الأراضي، وكذلك بجودة السينمائية والجمالية للفيلم. كما تم متابعة الفيلم بتقرير يوثق ردود فعل وتعليقات المشاهدين الذين شاهدوا الفيلم في أجزاء مختلفة من ناميبيا.